# The Cats

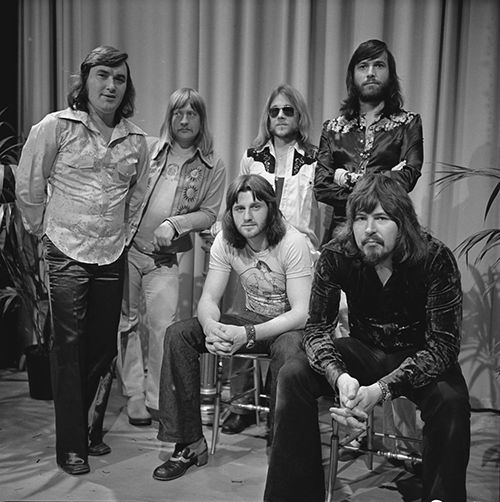
The Cats en 1974.

The Cats fue una banda de rock de Volendam, Países Bajos. Junto con BZN, eran figuras clave de lo que llegó a llamarse el Palingsound (anguila-sonido), un paraguas para los artistas que residen en Volendam.

## Carrera

### 1960
La banda comenzó su vida como dos dúos separados: Cees Veerman (6 de octubre de 1943 - 15 de marzo de 2014 ) y Arnold Mühren (nacido el 28 de enero de 1944), que se inició en una banda de skiffle, y su primo Piet Veerman (nacido el 1 de marzo de 1943) y Jaap Schilder (nacido 9 de enero de 1943) que modeló a sí mismos después de los Everly Brothers. Los dúos se fusionaron y se convirtieron en The Mystic Cuatro, con Cees y Piet Veerman en voz y guitarra, Schilder en la guitarra (y piano), y Muhren en el bajo. En 1965 cambiaron su nombre a The Blue Cats, una referencia al color de sus trajes y el apodo de Cees, fue Poes (del holandés que significa "gato"). Quitaron la palabra 'Blue' a su nombre en 1966 y reclutaron al baterista Theo Klouwer (30 de junio de 1947 - 8 de febrero de 2001).
The Cats pidió prestado dinero de Jan Buys, quien más tarde se convertiría en su mánager, y registró sus primeros singles que inmediatamente entró en las listas. Cantando en inglés gracias a un dúo de compositores de Inglaterra , el grupo sonaba británico. Cees inicialmente realizó la mayoría de las voces principales, pero cambió en 1968, cuando la banda grabó "Times Were When"; Piet decidió que esta canción (la versión original es de la banda escocesa Studio Six), adapta a su voz mejor y Cees se convenció en darle una oportunidad. Las letras de Arnold y la triste voz de Piet parecían ser una pareja hecha en el cielo, el desove de cinco hits en Top 10 estuvo en los próximos dos años, incluyendo "Lea" (dedicado a un fiel fan que murió en un accidente automovilístico), " Why?", "Scarlet Ribbons" y "Marian".

## Discografía

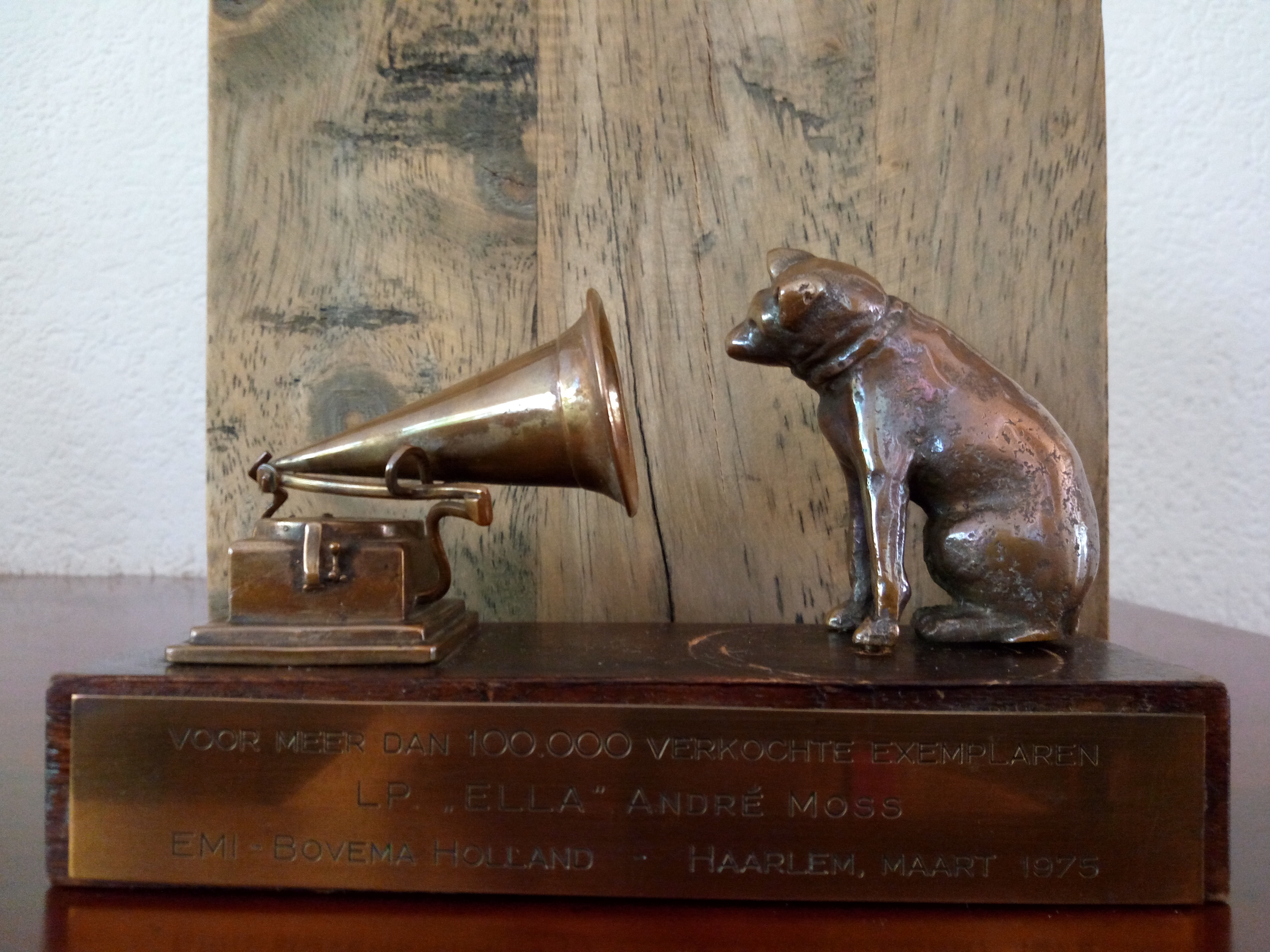
Perro de oro en Alemania para One Way Wind

### Álbumes
- Cats As Cats Can 1967
- The Cats 1968
- Colour Us Gold 1969
- Portrait 1970
- Take Me with You 1970
- 45 lives 1970
- Cats Aglow 1971
- One Way Wind 1972
- Lo Mejor 1972
- Times Were When 1972
- Signed by The Cats 1972
- Home 1973
- One Way Wind 1974
- Love in Your Eyes 1974
- 10 Jaar 1974
- Hard To Be Friends 1975
- We Wish You a Merry Christmas 1975
- Homerun 1976
- Let's Go Together 1977
- Times Were When 1979
- The End of the Show 1980
- Third Life 1983
- Live in Concert 1984
- Flying High 1985
- Live 1991
- Shine On 1994